# Bicava fuscicollis
Bicava fuscicollis is een keversoort uit de familie schimmelkevers (Latridiidae). De wetenschappelijke naam van de soort werd in 1912 gepubliceerd door Thomas Broun.